# Milo Yiannopoulos
Milo Yiannopoulos, ursprungligen Milo Hanrahan, född 18 oktober 1984 i Chatham i Kent i England, är en brittisk journalist, författare, entreprenör, debattör och tidigare teknikredaktör för den USA-baserade högerextrema nyhetssajten Breitbart. Han skrev tidigare under pseudonymen Milo Andreas Wagner. Yiannopoulos grundade Kernel, en online-tabloidtidning om teknik, som han sålde till Daily Dot Media 2014. Han är en självutnämnd ”kulturell libertarian” och ”yttrandefrihetsfundamentalist” och anser sig vara en reporter och ”tillfällig medresenär” inom den alternativa högern.

## Barndom och uppväxt
Yiannopoulos är född och uppvuxen i Kent i södra England. Hans far är grek och hans mor är britt. och skildes när Yiannopoulos var ung, varefter han uppfostrades av sin mor och hennes andra make, som han inte har en så bra relation till. Yiannopoulos far är välbärgad och Milo säger sig respektera honom och bodde hos honom en tid. Som tonåring bodde han med sin mormor. Yiannopoulos gick i skola vid Simon Langtons läroverk för pojkar och studerade sedan vid University of Manchester, men avlade aldrig examen. Han läste därefter vid Wolfson College i Cambridge, där han studerade engelsk litteratur i två år, innan han hoppade av. Beträffande avhoppen sade han i en intervju 2012 "Jag försöker intala mig själv jag är i gott sällskap, men i slutändan säger det inget gott om dig om du inte skapar dig en fantastisk framgång av egen kraft." (eng. "I try to tell myself I'm in good company, but ultimately it doesn't say great things about you unless you go on to terrific success in your own right.") 

## Tidig karriär
Milo Yiannopoulos är praktiserande katolik och inledde sin karriär som skribent med att skriva för tidningen Catholic Herald. Efter det var han under en period teknisk skribent för Daily Telegraph. Under åren 2009–2012 startade, drev och upplöste Yiannopoulos tre företag: Counterknowledge Ltd (mars 2009–november 2010) , Wrong Agency Ltd (september 2009–maj 2011) och Hipster Ventures Ltd (april 2011–juli 2012).
Under sin tid på Daily Telegraph utarbetade Yiannopoulos en metod för att rangordna nya lovande teknikföretag i Europa, projektet Start-Up 100. Wrong Agency Ltd anlitades av Daily Telegraph för att driva projektet och arrangera prisutdelningsceremonin som skulle profilera de mest lovande toppkandidaterna. Efter att vinnaren hade offentliggjorts uppstod en debatt huruvida denne utsetts rättvist. I samband med den debatten och utifrån att Start-Up 100 innebar en förlustaffär för Daily Telegraph fick Milo Yiannopoulos lämna tidningen.

### Kernel
I november 2011 startade Yiannopoulos nättidningen Kernel, fokuserad på tekniknyheter, ihop med två vänner från universitet, David Rosenberg och David Haywood Smith, journalisten Stephen Pritchard och tidigare Telegraph-anställde Adrian McShane. Under 2012 blev Kernel indragen i en tvist med en av sina medarbetare som menade att företaget underlåtit att betala honom de pengar som de var skyldiga honom. Kernel lades ned i mars 2013 med tusentals pund i skulder till den tidigare medarbetaren Jason Hesse efter att han vunnit en dom mot moderbolaget Sentinel Media, ägt av Milos Yiannopoulos. Margot Huysman, tidigare biträdande redaktör och en av de som hade krävt bolaget på betalning, uttalade att många medarbetare på Kernel hade blivit personligen och ekonomiskt grundlurade. Yiannopoulos hotade också via e-post en tidigare medarbetare som krävde betalning med att frigöra pinsamma detaljer och fotografier om personen och anklagade personen för att ligga bakom "majoriteten av skadorna på Kernel". För tidningen The Guardian berättade personen att e-postmeddelandena hade lämnats över till polisen.
Det tyska riskkapitalbolaget BERLIN42 förvärvade Kernels tillgångar i början av 2013. På webbplatsen lanserades planer för en nystart i augusti 2013 med nyinvesteringar och Yiannopoulos återinsattes som chefredaktör. Han betalade personligen sex tidigare medarbetare de skulder som det nedlagda bolaget inte kunde betala. Moderbolaget Sentinel Media Ltd upplöstes i början av 2014. Under 2014 köptes Kernel upp av moderbolaget i The Daily Dot, nämligen Daily Dot Media. Efter förvärvet avgick Yiannopoulos som chefredaktör men kvarstod som rådgivare till bolaget.

## Karriär från år 2014
I slutet av 2014 blev Milo Yiannopoulos känd för en bredare allmänhet, när han bevakade och kommenterade den så kallade Gamergate-skandalen.

### Debattör
Den öppet homosexuelle Yiannopoulos har framför allt profilerat sig som en stark motståndare till politisk korrekthet, och i synnerhet till feminism, som han likställer med cancer. Han anser också att islam, social rättvisa, så kallad politisk korrekthet och liknande rörelser och ideologier är auktoritära eller tillhör ”den bakåtsträvande vänstern” (eng. "the regressive left").

### Föreläsningsturné och bok
Yiannopoulos inledde år 2015 en föreläsningsturné på amerikanska och brittiska universitet, kallad "The Dangerous Faggot Tour". Tillställningarna har i många fall mötts av omfattande protester från vänsteraktivister och flera föreläsningar har tvingats ställas in. När Yiannopoulos besökte UC Berkeley den 1 februari 2017 urartade exempelvis demonstrationerna i våldsamma kravaller med anlagda bränder och stenkastning mot polisen. Vänsteraktivisternas våld fick president Donald Trump att reagera genom att hota med att dra in det statliga stödet till UC Berkeley om universitetet inte upprätthöll yttrandefriheten.
I december 2016 tillkännagav Yiannopoulos sin biografi Dangerous. Boken, som gavs ut i juni 2017 av Threshold Divisions, är ett imprint av Simon & Schuster, som ska ha betalat Yiannopoulos 250 000 $ (motsvarande ca 2 275 000 kr) i förskott för utgivningen. En dag efter att boken utannonserades nådde den första plats på listan över Amazons bäst säljande böcker.

## Övriga kontroverser
Yiannopoulos blev permanent avstängd från Twitter i juli 2016 för att han enligt Twitter hade anstiftat eller engagerat sig i riktade övergrepp eller trakasserier av andra.
Han avgick från Breitbart efter offentliggörandet av en videofilmad podcast där han sa att han ser fördelar med förhållanden mellan ”yngre pojkar och äldre män” och där han sade att hans eget förhållande med en äldre man, då han var 14 år, inte var fel av den äldre mannen.

### Fotnoter
1. ↑  Tjeckiska nationalbibliotekets databas, NKC-ID: jo20181016610, läst: 30 augusti 2020.[källa från Wikidata]
2. ↑  Companies House, Companies House person-ID: Ok_73a89ZK4v5il-7NckmFS4nUU, läst: 3 december 2020.[källa från Wikidata]
3. ↑  Tjeckiska nationalbibliotekets databas, NKC-ID: jo20181016610, läst: 19 december 2022.[källa från Wikidata]
4. ↑  Luckhurst, Phoebe (25 November 2016). ”Who is Milo Yiannopoulos? Everything you need to know about Donald Trump's alt-Right poster boy”. standard.co.uk. the Evening Standard. http://www.standard.co.uk/lifestyle/london-life/who-is-milo-yiannopoulos-everything-you-need-to-know-about-donald-trumps-altright-poster-boy-a3404921.html.
5. ↑  ”Milo Yiannopoulos - Founder & Editor-in-Chief @ The Kernel | CrunchBase”. www.crunchbase.com. http://www.crunchbase.com/person/milo-yiannopoulos. Läst 21 maj 2016.
6. ↑  Weigel, David (14 november 2016). ”Is Trump’s new chief strategist a racist? Critics say so.” (på amerikansk engelska). Washington Post. ISSN 0190-8286. https://www.washingtonpost.com/politics/is-trumps-new-chief-strategist-a-racist-critics-say-so/2016/11/14/b72e2ab0-aa9d-11e6-a31b-4b6397e625d0_story.html. Läst 29 april 2018.
7. ↑  Rouner, Jef (16 januari 2015). ”#GamerGate Journalist Milo Yiannopoulos's Self-Published Poetry Book Contains Unattributed Tori Amos Lyrics”. Houston Press. http://www.houstonpress.com/music/gamergate-journalist-milo-yiannopouloss-self-published-poetry-book-contains-unattributed-tori-amos-lyrics-6497169. Läst 22 juli 2016.
8. 1 2  Arthur, Charles (12 september 2012). ”The Kernel sued by former contributors for non-payment”. The Guardian. https://www.theguardian.com/media/2012/sep/12/the-kernel-sued-former-contributors. Läst 12 september 2012.
9. ↑  Greer, Scott (13 May 2016). "Milo Yiannopoulos Challenges Mark Zuckerberg To Debate Facebook Censorship", The Daily Caller. Retrieved 21 July 2016.
10. ↑  Yiannopoulos, Milo (6 May 2016). "Jack Hunter: Anatomy of a Cuckening", Breitbart. Retrieved 22 July 2016.
11. ↑  ”An Establishment Conservative's Guide To The Alt-Right” (på amerikansk engelska). Breitbart. 29 mars 2016. http://www.breitbart.com/tech/2016/03/29/an-establishment-conservatives-guide-to-the-alt-right/. Läst 4 februari 2017.
12. ↑  Ng, David. ”Gamergate advocate Milo Yiannopoulos blames feminists for SXSW debacle”. Los Angeles Times. http://www.latimes.com/entertainment/la-et-milo-yiannopoulos-gamergate-feminists-20151028-story.html.
13. ↑  Lynskey, Dorian (21 February 2017). ”The rise and fall of Milo Yiannopoulos – how a shallow actor played the bad guy for money”. The Guardian. https://www.theguardian.com/world/2017/feb/21/milo-yiannopoulos-rise-and-fall-shallow-actor-bad-guy-hate-speech. Läst 21 februari 2017.  ”Yiannopoulos was born Milo Hanrahan in Kent in 1984...”
14. ↑  ”Milo Gets Dirty With ‘Media Jews’”. Milo Gets Dirty With ‘Media Jews’. http://forward.com/fast-forward/358909/milo-yiannopoulos-slams-thick-as-pig-st-media-jews/.
15. 1 2  Stein, Joel (21 februari 2017). ”Milo Yiannopoulos Is the Pretty, Monstruous Face of the Alt-Right”. Bloomberg. https://www.bloomberg.com/features/2016-america-divided/milo-yiannopoulos/. Läst 16 september 2016.
16. ↑  Ng, David (29 oktober 2015). ”Gamergate advocate Milo Yiannopoulos blames feminists for SXSW debacle”. Los Angeles Times. http://www.latimes.com/entertainment/la-et-milo-yiannopoulos-gamergate-feminists-20151028-story.html. Läst 6 november 2015.
17. 1 2 3  https://www.bloomberg.com/features/2016-america-divided/milo-yiannopoulos/
18. ↑  Milo Yiannopoulos (13 February 2015). ”I dropped out of Manchester and Cambridge but it's honestly fine”. The Tab. Arkiverad från originalet den 5 juli 2015. https://web.archive.org/web/20150705202917/http://tab.co.uk/2015/02/13/dropped-manchester-cambridge-honestly-fine/. Arkiverad 5 juli 2015 hämtat från the Wayback Machine. ”Arkiverade kopian”. Arkiverad från originalet den 5 juli 2015. https://web.archive.org/web/20150705202917/http://tab.co.uk/2015/02/13/dropped-manchester-cambridge-honestly-fine. Läst 22 februari 2017.
19. ↑  Kite-Powell, Jennifer (19 december 2012). ”Digital Media's Citizen Kane” (på engelska). Forbes. https://www.forbes.com/sites/jenniferhicks/2012/12/19/digital-medias-citizen-kane/#1b47a4184825. Läst 11 april 2017.
20. ↑  https://www.companieslist.co.uk/06855551-counterknowledge-limited
21. ↑  https://www.companieslist.co.uk/07035584-wrong-agency-limited
22. ↑  https://companycheck.co.uk/company/07587533/HIPSTER-
VENTURES-LIMITED/companies-house-data#directors-and-secretaries
23. ↑  https://techcrunch.com/2011/05/17/wonga-won-the-startup100-awards-not-spotify/
24. ↑  https://www.theguardian.com/media/2011/may/17/telegraph-wonga-startup-award
25. ↑  https://reaction.life/rise-milo-yiannopoulos-telegraph-years-partly-blame/
26. ↑  Yiannopoulos, Milo (10 november 2011). ”It's time to fix European technology journalism”. The Kernel. Arkiverad från originalet den 15 juli 2012. https://web.archive.org/web/20120715095348/http://www.kernelmag.com/editors-blog/145/its-time-to-fix-european-technology-journalism/. Läst 22 februari 2017.
27. ↑  Charles Arthur. ”The Kernel to close as debts stay unpaid”. The Guardian. https://www.theguardian.com/media/2013/mar/05/kernel-close-debts-unpaid-sentinel-media. Läst 25 april 2015.
28. ↑  Charles Arthur. ”The Kernel could face £11,000 payout order”. The Guardian. https://www.theguardian.com/media/2013/jan/08/kernel-face-payout-order-contributor. Läst 25 april 2015.
29. 1 2  Williams-Grut, Oscar (19 december 2012). ”The Kernel's back to make new enemies”. Independent on Sunday. http://www.independent.co.uk/news/business/news/the-kernels-back-to-make-new-enemies-8640597.html. Läst 6 juni 2013.
30. ↑  Sentinel Media Ltd at Companies House
31. ↑  ”The Kernel acquired by The Daily Dot Media; founder moves on”. Tech.eu. http://tech.eu/features/375/the-kernel-daily-dot-media-acquisition. Läst 25 april 2015.
32. ↑  Times, Los Angeles. ”Gamergate advocate Milo Yiannopoulos blames feminists for SXSW debacle”. latimes.com. http://www.latimes.com/entertainment/la-et-milo-yiannopoulos-gamergate-feminists-20151028-story.html. Läst 21 maj 2016.
33. ↑  ”Milo Yiannopoulos Tells Students Feminism Is ‘Cancer,’ Causes Protester to Absolutely Lose It”. The Blaze. 26 april 2016. Arkiverad från originalet den 3 maj 2016. https://web.archive.org/web/20160503162258/http://www.theblaze.com/stories/2016/04/26/milo-yiannopoulos-tells-students-feminism-is-cancer-causes-protester-to-absolutely-lose-it/. Läst 21 maj 2016.
34. ↑  ”MILO: 'Men Don’t Give A F*ck About Phony Political Correctness Standards' - Breitbart” (på amerikansk engelska). Breitbart. 1 november 2016. http://www.breitbart.com/milo/2016/11/01/milo-men-dont-give-a-fuck-about-phony-political-correctness-standards/. Läst 13 februari 2017.
35. ↑  http://www.breitbart.com/tech/2016/03/21/regressive-left-on-defensive-on-campus/
36. ↑  http://www.breitbart.com/tech/2016/02/04/four-lessons-from-milo/
37. ↑  Affairs, Public; 1, UC Berkeley | February; 2, 2017February; 2017 (2 februari 2017). ”Milo Yiannopoulos event canceled after violence erupts”. Berkeley News. http://news.berkeley.edu/2017/02/01/yiannopoulos-event-canceled/. Läst 4 februari 2017.
38. ↑  Savransky, Rebecca (2 februari 2017). ”Trump threatens funding cut if UC Berkeley 'does not allow free speech'”. TheHill. http://thehill.com/homenews/administration/317494-trump-threatens-no-federal-funds-if-uc-berkeley-does-not-allow-free. Läst 4 februari 2017.
39. ↑  ”Milo Yiannopoulos snags book deal with Simon & Schuster imprint”. http://money.cnn.com/2016/12/29/technology/milo-yiannopoulos-book-deal/. Läst 31 december 2016.
40. ↑  ”Milo Yiannopoulos, controversial Breitbart editor, lands a reported $250,000 book deal”. http://www.latimes.com/books/jacketcopy/la-et-jc-milo-yiannopoulos-book-deal-20161229-story.html. Läst 31 december 2016.
41. ↑  ”Milo Yiannopoulos' just-announced book hits No. 1 on Amazon — here's our Q&A with him”. http://www.businessinsider.com/milo-yiannopoulos-book-2016-12?r=US&IR=T&IR=T. Läst 31 december 2016.
42. ↑  Papenfuss, Mary (25 August 2016). ”Ghostbusters star Leslie Jones shuts down website after hacker posts nude photos of her”. International Business Times. http://www.ibtimes.co.uk/ghostbusters-star-leslie-jones-shuts-down-website-after-hacker-posts-nude-photos-her-1577891.
43. ↑  Ohlheiser, Abby (21 July 2016). ”Just how offensive did Milo Yiannopoulos have to be to get banned from Twitter?”. Just how offensive did Milo Yiannopoulos have to be to get banned from Twitter?. https://www.washingtonpost.com/news/the-intersect/wp/2016/07/21/what-it-takes-to-get-banned-from-twitter/.
44. ↑  ”Twitter Bars Milo Yiannopoulos in Wake of Leslie Jones's Reports of Abuse”. The New York Times. 20 July 2016. http://www.nytimes.com/2016/07/20/technology/twitter-bars-milo-yiannopoulos-in-crackdown-on-abusive-comments.html.
45. ↑  http://www.dn.se/nyheter/varlden/yiannopoulos-lamnar-breitbart-efter-uttalande-om-pojkar/